# Kaycee
Kaycee – miasto w Stanach Zjednoczonych, w stanie Wyoming, w hrabstwie Johnson.